# Campionato europeo di hockey su ghiaccio 1932
Il 17º campionato europeo di hockey su ghiaccio, disputato a Berlino tra il 14 e il 20 marzo 1932, fu l'ultimo che assegnò il titolo con un torneo autonomo.
Stando a quanto deciso quattro anni prima, il titolo si sarebbe dovuto assegnare nell'ambito dei giochi olimpici invernali di Lake Placid. La crisi economica mondiale, però, mise in difficoltà molti paesi europei nell'affrontare una trasferta oltreoceano, e solo quattro squadre (di cui due del Vecchio Continente, Germania e Polonia) presero parte al torneo olimpico.
Questo spinse la federazione ad organizzare un'edizione autonoma dell'europeo. Nove furono le squadre partecipanti: Germania, Svizzera, Austria, Cecoslovacchia, Francia, Svezia, Gran Bretagna, Romania e Lettonia.
La formula avrebbe dovuto ricalcare quella delle due edizioni precedenti (1926 e 1929): le squadre furono divise in tre gironi da tre squadre; le vincenti avrebbero avuto direttamente accesso al girone per le medaglie, mentre le tre seconde si sarebbero dovute giocare in un ulteriore girone da tre l'ultimo posto disponibile. Le tre squadre del girone A finirono tuttavia a pari punti (con tre pareggi), e si decise un cambiamento: al girone per le medaglie avrebbero avuto accesso le tre squadre del girone A e le altre due prime classificate; ai fini dell'assegnazione delle medaglie, gli scontri del girone A sarebbero valsi anche come scontri del girone finale.

## Gironi preliminare

### Girone A
| 14 marzo 1932 | Berlino | Germania | – | Svizzera |  | 1:1 |
|               |         |          |   |          |  |     |
| 15 marzo 1932 | Berlino | Austria  | – | Svizzera |  | 2:2 |
|               |         |          |   |          |  |     |
| 16 marzo 1932 | Berlino | Germania | – | Austria  |  | 1:1 |

Classifica finale
| Pos. | Squadra  | PG | V | N | P | Reti | DR | Pt  |
| ---- | -------- | -- | - | - | - | ---- | -- | --- |
| 1    | Austria  | 2  | 0 | 2 | 0 | 3:3  | 0  | 2:2 |
| 1    | Svizzera | 2  | 0 | 2 | 0 | 3:3  | 0  | 2:2 |
| 1    | Germania | 2  | 0 | 2 | 0 | 2:2  | 0  | 2:2 |

### Girone B
| 14 marzo 1932 | Berlino | Cecoslovacchia | – | Francia  |  | 1:1 (0:0,1:1,0:0) |
|               |         |                |   |          |  |                   |
| 15 marzo 1932 | Berlino | Cecoslovacchia | – | Lettonia |  | 7:0 (3:0,2:0,2:0) |
|               |         |                |   |          |  |                   |
| 16 marzo 1932 | Berlino | Francia        | – | Lettonia |  | 1:0 (1:0,0:0,0:0) |

Classifica finale
| Pos. | Squadra        | PG | V | N | P | Reti | DR | Pt  |
| ---- | -------------- | -- | - | - | - | ---- | -- | --- |
| 1    | Cecoslovacchia | 2  | 1 | 1 | 0 | 8:1  | +7 | 3:1 |
| 2    | Francia        | 2  | 1 | 1 | 0 | 2:1  | +1 | 3:1 |
| 3    | Lettonia       | 2  | 0 | 0 | 2 | 0:8  | -8 | 0:4 |

### Girone C
| 14 marzo 1932 | Berlino | Gran Bretagna | – | Romania       |  | 1:0               |
|               |         |               |   |               |  |                   |
| 15 marzo 1932 | Berlino | Svezia        | – | Gran Bretagna |  | 4:1 (0:0,3:1,1:0) |
|               |         |               |   |               |  |                   |
| 16 marzo 1932 | Berlino | Svezia        | – | Romania       |  | 4:0 (2:0,1:0,1:0) |

Classifica finale
| Pos. | Squadra       | PG | V | N | P | Reti | DR | Pt  |
| ---- | ------------- | -- | - | - | - | ---- | -- | --- |
| 1    | Svezia        | 2  | 2 | 0 | 0 | 8:1  | +7 | 4:0 |
| 2    | Gran Bretagna | 2  | 1 | 0 | 1 | 2:4  | -2 | 2:2 |
| 3    | Romania       | 2  | 0 | 0 | 2 | 0:5  | -5 | 0:4 |

## Girone per i piazzamenti dal 6º al 9º
| dal girone preliminare |         | Francia       | – | Lettonia      |  | 1:0               |
| dal girone preliminare |         | Gran Bretagna | – | Romania       |  | 1:0               |
|                        |         |               |   |               |  |                   |
|                        |         |               |   |               |  |                   |
| 17 marzo 1932          | Berlino | Francia       | – | Gran Bretagna |  | 3:3 (0:1,2:1,1:1) |
| 17 marzo 1932          | Berlino | Lettonia      | – | Romania       |  | 3:0 (0:0,2:0,1:0) |
|                        |         |               |   |               |  |                   |
| 18 marzo 1932          | Berlino | Francia       | – | Romania       |  | 5:0 (0:0,3:0,2:0) |
| 18 marzo 1932          | Berlino | Gran Bretagna | – | Lettonia      |  | 5:2 (1:0,3:1,1:1) |

Classifica finale
| Pos. | Squadra       | PG | V | N | P | Reti | DR | Pt  |
| ---- | ------------- | -- | - | - | - | ---- | -- | --- |
| 1    | Francia       | 3  | 2 | 1 | 0 | 9:3  | +6 | 5:1 |
| 2    | Gran Bretagna | 3  | 2 | 1 | 0 | 9:5  | +4 | 5:1 |
| 3    | Lettonia      | 3  | 1 | 0 | 2 | 5:6  | -1 | 2:4 |
| 4    | Romania       | 3  | 0 | 0 | 3 | 0:9  | -9 | 0:6 |

## Girone finale
| dal girone preliminare |         | Germania | – | Svizzera       |  | 1:1               |
| dal girone preliminare |         | Austria  | – | Svizzera       |  | 2:2               |
| dal girone preliminare |         | Germania | – | Austria        |  | 1:1               |
|                        |         |          |   |                |  |                   |
|                        |         |          |   |                |  |                   |
| 17 marzo 1932          | Berlino | Austria  | – | Cecoslovacchia |  | 3:0 (2:0,1:0,0:0) |
| 17 marzo 1932          | Berlino | Svezia   | – | Svizzera       |  | 1:1 (1:1,0:0,0:0) |
|                        |         |          |   |                |  |                   |
| 18 marzo 1932          | Berlino | Svezia   | – | Austria        |  | 0:0 (0:0,0:0,0:0) |
| 18 marzo 1932          | Berlino | Germania | – | Cecoslovacchia |  | 1:0 (0:0,0:0,1:0) |
|                        |         |          |   |                |  |                   |
| 19 marzo 1932          | Berlino | Svezia   | – | Cecoslovacchia |  | 2:0 (1:0,1:0,0:0) |
|                        |         |          |   |                |  |                   |
| 20 marzo 1932          | Berlino | Germania | – | Svezia         |  | 0:1 (0:0,0:0,0:1) |
| 20 marzo 1932          | Berlino | Svizzera | – | Cecoslovacchia |  | 3:2 (1:1,1:0,1:1) |

Classifica finale
| Pos. | Squadra        | PG | V | N | P | Reti | DR | Pt  |
| ---- | -------------- | -- | - | - | - | ---- | -- | --- |
| 1    | Svezia         | 4  | 2 | 2 | 0 | 4:1  | +3 | 6:2 |
| 2    | Austria        | 4  | 1 | 3 | 0 | 6:3  | +3 | 5:3 |
| 3    | Svizzera       | 4  | 1 | 3 | 0 | 7:6  | +1 | 5:3 |
| 4    | Germania       | 4  | 1 | 2 | 1 | 3:3  | 0  | 4:4 |
| 5    | Cecoslovacchia | 4  | 0 | 0 | 4 | 2:9  | -7 | 0:8 |

## Classifica finale
| Pos. | Squadra        |
| ---- | -------------- |
| 1    | Svezia         |
| 2    | Austria        |
| 3    | Svizzera       |
| 4    | Germania       |
| 5    | Cecoslovacchia |
| 6    | Francia        |
| 7    | Regno Unito    |
| 8    | Lettonia       |
| 9    | Romania        |

Campione europeo di hockey su ghiaccio 1932
 Svezia